# Trigueros del Valle
Trigueros del Valle – gmina w Hiszpanii, w prowincji Valladolid, w Kastylii i León, o powierzchni 37,8 km². W 2011 roku gmina liczyła 333 mieszkańców.